# Annise Parker
Annise Danette Parker (Houston, 17 maggio 1956) è un'imprenditrice e politica statunitense, sindaco di Houston (2010-2016).
È la prima volta che un candidato dichiaratamente omosessuale viene eletto in un grande centro degli Stati Uniti. La Parker ha ottenuto il 53,6% dei consensi; fa parte del partito democratico ed era un membro del consiglio comunale. È il secondo sindaco donna di Houston, dopo Kathy Whitmire. Annise Parker e la sua compagna hanno adottato due bambine e un bambino.